# Liga Femenina de baloncesto 1999-00
La temporada 1999-00 de la Liga Femenina fue la 37ª temporada de la liga femenina de baloncesto. Se inició el 19 de septiembre de 1999 y acabó el 30 de abril de 2000. Los playoffs sirvieron a Celta Banco Simeón quien ganó al Sandra Gran Canaria en los playoffs 2–1.

## Liga regular
| Pos. | Equipo                      | PJ | G  | P  | PF   | PC   | DP   | Pts | Clasificación o descenso    |
| ---- | --------------------------- | -- | -- | -- | ---- | ---- | ---- | --- | --------------------------- |
| 1    | Sandra Gran Canaria         | 26 | 23 | 3  | 1969 | 1524 | +445 | 49  | Clasifican a los Playoffs   |
| 2    | Celta Banco Simeón          | 26 | 21 | 5  | 1771 | 1467 | +304 | 47  | Clasifican a los Playoffs   |
| 3    | CD Ensino                   | 26 | 20 | 6  | 1890 | 1643 | +247 | 46  | Clasifican a los Playoffs   |
| 4    | Popular Bàsquet Godella     | 26 | 18 | 8  | 1876 | 1570 | +306 | 44  | Clasifican a los Playoffs   |
| 5    | Salamanca Halcón Viajes     | 26 | 18 | 8  | 2036 | 1836 | +200 | 44  |                             |
| 6    | Barcelona BC Universitari   | 26 | 17 | 9  | 1954 | 1718 | +236 | 43  |                             |
| 7    | Canoe N. C.                 | 26 | 15 | 11 | 1670 | 1653 | +17  | 41  |                             |
| 8    | C. B. Ciudad de Burgos      | 26 | 14 | 12 | 1716 | 1701 | +15  | 40  |                             |
| 9    | Cortegada Grupo 10          | 26 | 13 | 13 | 1705 | 1637 | +68  | 39  |                             |
| 10   | CB Santa Rosa de Lima Horta | 26 | 6  | 20 | 1490 | 1733 | −243 | 32  |                             |
| 11   | Universidad de Oviedo       | 26 | 6  | 20 | 1588 | 1854 | −266 | 32  |                             |
| 12   | CBN                         | 26 | 5  | 21 | 1392 | 1760 | −368 | 31  |                             |
| 13   | Femenino Tres Cantos        | 26 | 3  | 23 | 1507 | 2080 | −573 | 29  | Descenso a Primera División |
| 14   | Baloncesto Alcalá           | 26 | 3  | 23 | 1485 | 1873 | −388 | 29  | Descenso a Primera División |

 Fuente: FEB

### Playoffs
|  | Semifinales               | Semifinales               | Semifinales               | Semifinales               | Semifinales | Semifinales |                       |                       | Final                 | Final | Final | Final | Final | Final |
|  |                           |                           |                           |                           |             |             |                       |                       |                       |       |       |       |       |       |
|  |                           |                           |                           |                           |             |             |                       |                       |                       |       |       |       |       |       |
|  |                           |                           |                           |                           |             |             |                       |                       |                       |       |       |       |       |       |
|  | 4 Popular Bàsquet Godella | 4 Popular Bàsquet Godella | 4 Popular Bàsquet Godella | 4 Popular Bàsquet Godella | 65          | 59          |                       |                       |                       |       |       |       |       |       |
|  | 4 Popular Bàsquet Godella | 4 Popular Bàsquet Godella | 4 Popular Bàsquet Godella | 4 Popular Bàsquet Godella | 65          | 59          |                       |                       |                       |       |       |       |       |       |
|  | 1 Sandra Gran Canaria     | 1 Sandra Gran Canaria     | 1 Sandra Gran Canaria     | 1 Sandra Gran Canaria     | 74          | 80          |                       |                       |                       |       |       |       |       |       |
|  | 1 Sandra Gran Canaria     | 1 Sandra Gran Canaria     | 1 Sandra Gran Canaria     | 1 Sandra Gran Canaria     | 74          | 80          | 1 Sandra Gran Canaria | 1 Sandra Gran Canaria | 1 Sandra Gran Canaria | 63    | 60    | 54    |       |       |
|  |                           |                           |                           |                           |             |             | 1 Sandra Gran Canaria | 1 Sandra Gran Canaria | 1 Sandra Gran Canaria | 63    | 60    | 54    |       |       |
|  |                           | 2 Celta Banco Simeón      | 2 Celta Banco Simeón      | 2 Celta Banco Simeón      | 55          | 68          | 62                    |                       |                       |       |       |       |       |       |
|  | 3 CD Ensino               | 3 CD Ensino               | 3 CD Ensino               | 3 CD Ensino               | 55          | 68          | 62                    | 72                    | 63                    |       |       |       |       |       |
|  | 3 CD Ensino               | 3 CD Ensino               | 3 CD Ensino               | 3 CD Ensino               |             |             |                       |                       |                       |       |       |       |       |       |
|  | 2 Celta Banco Simeón      | 2 Celta Banco Simeón      | 2 Celta Banco Simeón      | 2 Celta Banco Simeón      | 73          | 91          |                       |                       |                       |       |       |       |       |       |
|  | 2 Celta Banco Simeón      | 2 Celta Banco Simeón      | 2 Celta Banco Simeón      | 2 Celta Banco Simeón      | 73          | 91          |                       |                       |                       |       |       |       |       |       |

## Postemporada
- Campeonas de la Liga Femenina 1999-00: Celta Banco Simeón (5º título).
- Campeonas de la Copa de la Reina 2000: Sandra Gran Canaria (2º título).
- Clasificadas para Euroliga 2000-01: tras la renuncia de Celta Banco Simeón, no participa ningún equipo.
- Clasificadas para Copa Ronchetti 2000-01: Sandra Gran Canaria, Popular Bàsquet Godella, Salamanca Halcón Viajes y CB Ciudad de Burgos.
- Descendidas a Primera División:  Baloncesto Alcalá y Femenino Tres Cantos (descenso deportivo) y Canoe N.C. y Universidad de Oviedo (por renuncia).
- Ascendidas de Primera División:  B.F. L'Hospitalet y Helios Zaragoza (ascenso deportivo) y Linares-Andalucía Solo hay una y Vetusta Oviedo (por plazas vacantes).